# 石川淳 (作曲家)
石川 淳（いしかわ じゅん、1964年 - ）は、日本の作曲家。主にゲームミュージックを手掛け、BGM・効果音などゲームにおけるサウンドに関わる全ての要素を担当するサウンドクリエイター。1990年、ハル研究所に入社。同社サウンドチーム所属。千葉県出身。

## 人物
『星のカービィシリーズ』のBGMをシリーズ第1作目の『星のカービィ』から担当。「カービィ・サウンドの生みの親・育ての親」的な存在であると言える。ハル研究所サウンドチーム内においては同社への勤続年数は最長である。しかし、同チームの安藤浩和、池上正、酒井省吾らとは対照的に、これまで外部のインタビューなどに登場したことがほとんど無かったため、その素顔は一般の人々には知られていなかったが、『毛糸のカービィ』の「社長が訊く」で初めて顔を出してインタビューに登場している。
2024年発売の『星のカービィ ディスカバリー コンプリートサウンドトラック』にて、同社を退社していた事が判明したが、『星のカービィ』のサウンド作りを、これからも続けていきたいとしている。

## 楽曲
複雑な拍子や音運びを多用した音楽を作り上げると評されるが、石川自身はシーケンサーで様々な実験をしていたことが理由かもしれないと述べている。変拍子が入り乱れる「VS.マルク」は、内在するものを素直に出した結果であり、決して奇をてらったわけではないという。テクノ、ブルース、オーケストラ、ミニマル・ミュージック、プログレッシブ・ロック、ジャズなど、ゲームの場面に合わせた多種多様なジャンルの楽曲制作を得意とする。
『星のカービィシリーズ』のメインテーマとも言える「グリーングリーンズ」や、『星のカービィ64』の「ポップスター」のような軽快なリズムと小刻みの伴奏や、全体的には可愛らしくポップでありながらも、その中に哀愁や奥ゆかしさを醸し出す転調などが特徴の楽曲があり、これは時に「カービィポップ」と呼ばれ、多くのファンに親しまれている。
『星のカービィ スーパーデラックス』で初登場した「激突！グルメレース」は、シリーズ作品において様々なアレンジで使用されている。また、『大乱闘スマッシュブラザーズシリーズ』でもステージ曲としてたびたび登場しているほか、すぎやまこういち主催の「オーケストラによるゲーム音楽コンサート5」では、宮川彬良のオーケストレーション、宮川泰の指揮により演奏された。

## 作品
- 1990年
  - 宇宙警備隊（FC, Zap Rodeoと共同）
  - NEWゴーストバスターズ2（FC）
- 1991年
  - ジャンボ尾崎のホールインワン（SFC）
  - ハイパーゾーン（SFC）
- 1992年
  - カードマスター リムサリアの封印（SFC, ミュージックディレクター・ミュージックコンポーザー、安藤浩和と共同）
  - 星のカービィ（GB）
- 1993年
  - 星のカービィ 夢の泉の物語（FC, 安藤浩和と共同）
  - アルカエスト（SFC）
- 1994年 - パワーゴルフ2 ゴルファー（PCE, 安藤浩和・井上大介と共同）
- 1996年 - 星のカービィ スーパーデラックス（SFC, 宮川弾と共同）
- 1998年
  - カービィのきらきらきっず（SFC, 安藤浩和と共同） - GB版には不参加。
  - 星のカービィ3（SFC）
- 2000年 - 星のカービィ64（N64, 安藤浩和と共同）
- 2002年 - 星のカービィ 夢の泉デラックス（GBA, 安藤浩和・酒井省吾・池上正と共同）
- 2003年 - カービィのエアライド（GC, 安藤浩和・酒井省吾・池上正と共同）
- 2005年 - タッチ!カービィ（DS, 池上正と共同）
- 2006年
  - 監修 日本常識力検定協会 いまさら人には聞けない 大人の常識力トレーニングDS（DS, 池上正・安藤浩和と共同）
  - 星のカービィ 参上! ドロッチェ団（DS, 安藤浩和・池上正・酒井省吾と共同）
- 2008年
  - みんなの常識力テレビ（Wii, 安藤浩和・池上正と共同）
  - 星のカービィ ウルトラスーパーデラックス（DS, 安藤浩和と共同）
- 2009年 - 立体ピクロス（DS, 山田泰正・安藤浩和と共同）
- 2010年 - 毛糸のカービィ（Wii, 冨田朋也・安藤浩和・池上正と共同）
- 2011年 - 星のカービィWii（Wii, 安藤浩和と共同）
- 2012年 - 星のカービィ 20周年スペシャルコレクション（Wii, 安藤浩和・酒井省吾と共同）
- 2014年 - 星のカービィ トリプルデラックス（3DS, 安藤浩和と共同）
- 2015年 - ハコボーイ!（3DS, 安藤浩和と共同）
- 2016年
  - ハコボーイ! もうひとハコ（3DS, 安藤浩和と共同）
  - 星のカービィ ロボボプラネット（3DS, 安藤浩和と共同）
- 2017年
  - さよなら! ハコボーイ!（3DS, 安藤浩和と共同）
  - みんなで!カービィハンターズZ（3DS, 安藤浩和と共同）
  - カービィのすいこみ大作戦（3DS, 安藤浩和と共同）
- 2018年 - 星のカービィ スターアライズ（Switch, 安藤浩和・小笠原雄太と共同）
- 2019年
  - ハコボーイ!&ハコガール!（Switch, 小笠原雄太・安藤浩和と共同）
  - スーパーカービィハンターズ（Switch, 櫨本浩・安藤浩和と共同）
- 2020年 - カービィファイターズ2（Switch, 櫨本浩・安藤浩和・下岡優希と共同）
- 2022年 - 星のカービィ ディスカバリー（Switch, 小笠原雄太・安藤浩和・下岡優希と共同）
- 2023年 - 星のカービィ Wiiデラックス（Switch, 安藤浩和・小笠原雄太・下岡優希・櫨本浩・加藤優貴と共同）